# 六氟化氡
六氟化氡 是一种无机化合物，化学式 RnF
6。它是从未被合成过的假想分子，其稳定性应比二氟化氡 RnF
2低，结构应与六氟化氙相似，为八面体形分子构型。它对分解成四氟化氡或二氟化氡和氟气的反应稳定。